# Europees Sociaal Handvest
Het Europees Sociaal Handvest (ESH) is een mensenrechtenverdrag, opgesteld in het kader van de Raad van Europa, waarin rechten en vrijheden vastliggen die moeten worden gerespecteerd door de staten die het ondertekend hebben. Het verdrag werd op 18 oktober 1961 ondertekend in Turijn, en in 1996 herzien. Via een overkoepelend mechanisme wordt maximale naleving gegarandeerd. Niettemin zijn de meeste artikelen als aanbevelingen of streefdoel geformuleerd, niet als bindende voorschriften. 
Nederland stemde in 2004 in met de laatste versie van het ESH. België bekrachtigde in 2003 een Aanvullend Protocol bij het Europees sociaal handvest dat een systeem van collectieve klachten vastlegt.

## Rechten
Rechten die in het ESH zijn vastgelegd (in de in 1996 herziene versie), betreft:

### Huisvesting
- het bouwen van huizen naar de behoeften van gezinnen
- een vermindering van het aantal dakloze personen
- een universele verzekerde toegang tot degelijke en betaalbare woonruimte
- gelijke toegang tot sociale huisvesting voor vreemdelingen

### Gezondheid
- toegankelijke en effectieve gezondheidszorgvoorzieningen voor de totale bevolking
- beleid voor ziektepreventie met, vooral, de garantie op een gezond leefmilieu
- uitsluiting van beroepsrisico’s, zodat gezondheid en werkveiligheid bij wet verzekerd en gegarandeerd zijn.

### Onderwijs
- arbeid is voor kinderen onder de vijftien jaar verboden
- gratis basis- en voortgezet onderwijs
- gratis voorlichting over beroepskeuze
- basis- en gevorderde beroepsopleiding
- de universiteit en ander hoger onderwijs zijn toegankelijk op basis van persoonlijke verdienste (zonder aanvullende voorwaarde)

### Arbeid
- een sociaal en economisch beleid dat volledige werkgelegenheid nastreeft
- het recht op het voorzien in eigen onderhoud middels een vrij gekozen beroep
- eerlijke arbeidsomstandigheden wat betreft loon en werkuren
- maatregelen tegen seksueel en psychologisch geweld
- verbod op verplichte arbeid
- vrijheid om vakbonden en werknemersorganisaties op te richten om economische en sociale belangen te verdedigen. Plus individuele vrijheid om te beslissen wel of niet daarbij aan te sluiten
- bevordering van gelijkwaardig overleg, collectieve onderhandeling, bemiddeling en vrijwillige arbitrage
- het recht om te staken

### Sociale bescherming
- recht op sociale zekerheid, sociaal welzijn en sociale diensten
- recht op bescherming tegen armoede en sociale uitsluiting
- speciale maatregelen voor gezinnen en ouderen

### Personenverkeer
- vergemakkelijking van immigratieformaliteiten voor Europese arbeiders
- recht op familiereünie
- vreemdelingen zonder verblijfsrecht hebben recht noodhulp, tot op het moment van terugkeer
- procedurele bescherming bij uitzetting

Niet-discriminatie:
- het recht van vrouwen en mannen gelijk behandeld te worden en gelijke kansen op de werkvloer
- garantie dat alle rechten in het handvest gelden, ongeacht ras, sekse, leeftijd, kleur, taal, godsdienst, meningen, nationale afkomst, sociale achtergrond, gezondheidstoestand of band met een nationale minderheid

## Europees Comité voor Sociale Rechten
Het Europees Comité voor Sociale Rechten (ECSR) controleert of de aangesloten landen de regels van het handvest naleven. Het comité bestaat uit vijftien onafhankelijke, onpartijdige leden gekozen door het Comité van Ministers van de Raad van Europa. Een zittingsperiode van een comité duurt zes jaar en mag maximaal één keer verlengd worden. De aangesloten staten moeten één keer per jaar een rapport maken waarin staat hoe ze (enkele van) de voorschriften in de praktijk brengen.
Bij schendingen van de regels kunnen de volgende partijen een klacht bij het ECSR indienen:
- de ETUC, UNICE en IOE
- niet-gouvernementele organisaties (NGO’s), met adviesstatus bij de Raad van Europa, die op een door het regeringscomité opgestelde lijst staan
- werknemersorganisaties en vakbonden in aangesloten landen
- nationale NGO's (in staten die dit ook hebben aanvaard)

### Het Handvest en het Hernieuwd Handvest
- Het ESH
- Het Herzien ESH

### Andere externe links
- https://web.archive.org/web/20190626153909/http://vormen.org/
- http://www.amnesty.nl